# Anthaxia gunningi
Anthaxia gunningi es una especie de escarabajo del género Anthaxia, familia Buprestidae. Fue descrita científicamente por Kerremans en 1911.